# Teucrium scordium
Il camedrio scordio (nome scientifico Teucrium scordium L., 1753) è una pianta erbacea, perenne, appartenente alla famiglia delle Lamiaceae. Originaria del bacino del Mediterraneo e dell'Europa orientale.

## Etimologia
Il nome del genere (Teucrium) deriva da Teucro, mitico re di Troia figlio di Scamandro (divinità fluviale) e della Ninfa Idea, che secondo Plinio (Gaio Plinio Secondo nato a Como nel 23, e morto a Stabiae il 25 agosto 79, scrittore, ammiraglio e naturalista romano) per primo sperimentò le proprietà medicinali di alcuni vegetali (tra cui alcune piante del genere di questa voce). Dioscoride denominò queste piante dal greco “Teukrion”, ma è Linneo che riprese tale nome cambiandolo nel latino “Teucrium”. L'epiteto specifico (scordium) è un'alterazione del nome latino "scordion" che deriva dal greco "skordion" o "skordon" (diminutivo di "skorodon") e indica un vecchio nome per una generica pianta con odore di aglio citata da Dioscoride (Anazarbe, 40 circa – 90 circa), medico, botanico e farmacista greco antico che esercitò a Roma ai tempi dell'imperatore Nerone; altre etimologie per "scordium" indicano un'erba conosciuta ai tempi di Mitridate (re del Ponto).
Il nome scientifico della specie è stato definito per la prima volta da Carl von Linné (1707 – 1778) biologo e scrittore svedese, considerato il padre della moderna classificazione scientifica degli organismi viventi, nella pubblicazione "Species Plantarum - 2: 565" del 1753.

## Descrizione

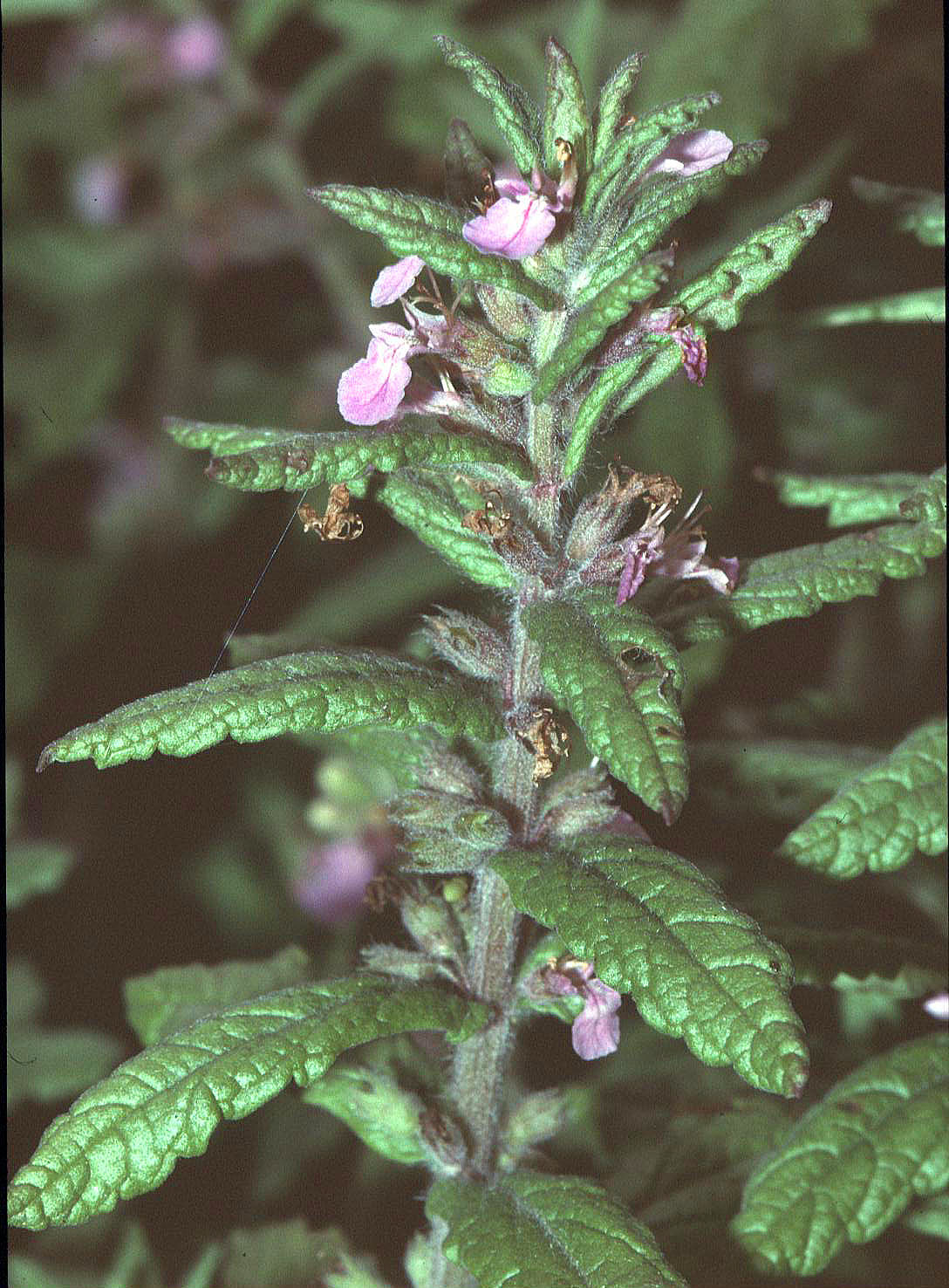
Il portamento

Queste piante raggiungono una altezza massima tra 2 e 6 dm. La forma biologica è emicriptofita scaposa (H scap), ossia in generale sono piante erbacee, a ciclo biologico perenne, con gemme svernanti al livello del suolo e protette dalla lettiera o dalla neve e sono dotate di un asse fiorale eretto e spesso privo di foglie. Tutta la pianta è amara e aromatica con un odore sgradevole di agliaceo e ricorda un po' quello dell'Allium sativum (sono presenti delle ghiandole contenenti oli eterici)..

### Radici
Le radici sono rizomi stoloniferi.

### Fusto
La parte aerea del fusto varia da ascendente a decombente; è poco o nulla ramificata; nella parte alta è villoso, mentre alla base è erbacea.

### Foglie
Le foglie sono pubescenti (con peluria morbida), sessili e lungo il caule sono disposte in modo opposto (inserite sul fusto a 2 a 2) e distanziate; hanno delle forme lanceolate con 5 – 7 denti; l'apice è ottuso o arrotondato; i margini sono crenato-seghettati e arrotolati verso il basso; la consistenza è molliccia e la superficie è lucida. Dimensione delle foglie: larghezza 7 – 15 mm; lunghezza 25 – 40 mm.

### Infiorescenza
Le infiorescenze sono formate da verticillastri di 2 - 6 fiori all'ascella di foglie normali simili alle foglie cauline; i fiori sono disposti a spirale lungo il fusto.

### Fiore
I fiori sono ermafroditi, zigomorfi, tetrameri (4-ciclici), ossia con quattro verticilli (calice – corolla - androceo – gineceo) e pentameri (5-meri: la corolla e il calice sono a 5 parti).
- Formula fiorale: per la famiglia di questa pianta viene indicata la seguente formula fiorale:

X, K (5), [C (2+3), A 2+2] G (2), (supero), drupa
- Calice: il calice è più o meno attinomorfo, gamosepalo e peloso. La parte basale è tubulosa; quella terminale presenta 5 denti a forma lanceolato-triangolare lunghi 1/3 - 1/2 del tubo. Lunghezza totale del calice: 4 mm.
- Corolla: la corolla è zigomorfa, gamopetala, pubescente e colorata di roseo-violaceo. La forma è pseudobilabiata con il labbro superiore poco sviluppato formato da due sottili lobi ripiegati verso l'alto, mentre quello- inferiore è più o meno trilobato col lobo centrale molto più grande, concavo e con bordi crenati. Non è presente un anello di peli all'interno della corolla. Dimensione della corolla: 7 – 9 mm.
- Androceo: l'androceo possiede quattro stami didinami, due grandi e due piccoli tutti fertili. I filamenti, sono adnati alla corolla. Gli stami sono paralleli, diritti e incurvati all'innanzi e parzialmente sporgenti dal tubo corollino. Le antere sono biloculari, di colore giallastro, ed emergono completamente dalle fauci. Le teche sono del tipo divaricato e confluenti in una sola fessura di deiscenza). Il polline matura con proterandria (prima della ricettività dei rispettivi stigmi). I granuli pollinici sono del tipo tricolpato o esacolpato.
- Gineceo: l'ovario è supero (o semi-infero) formato da due carpelli saldati (ovario bicarpellare) ed è 4-loculare per la presenza di falsi setti. La placentazione è assile. Gli ovuli sono 4 (uno per ogni presunto loculo), hanno un tegumento e sono tenuinucellati (con la nocella, stadio primordiale dell'ovulo, ridotta a poche cellule).[13] Lo stilo inserito alla base dell'ovario (stilo ginobasico) è del tipo filiforme ed è molto sporgente; è inoltre caduco. Lo stigma è bifido a forma di lacinie uguali e divergenti. I nettarii sono molto ricchi di zucchero e sono disposti in circolo tutto intorno all'ovario in modo irregolare.
- Fioritura : da giugno a agosto (settembre).

### Frutti
Il frutto è uno schizocarpo composto da 4 acheni ovoidali (tetrachenio) racchiusi nel calice che è persistente. La superficie del frutto è papillosa.

## Riproduzione
- Impollinazione: l'impollinazione avviene tramite insetti (impollinazione entomogama) oppure tramite autoimpollinazione.
- Riproduzione: la fecondazione avviene fondamentalmente tramite l'impollinazione dei fiori (vedi sopra).
- Dispersione: i semi cadendo a terra (dopo essere stati trasportati per alcuni metri dal vento – disseminazione anemocora) sono successivamente dispersi soprattutto da insetti tipo formiche (disseminazione mirmecoria).

## Distribuzione e habitat

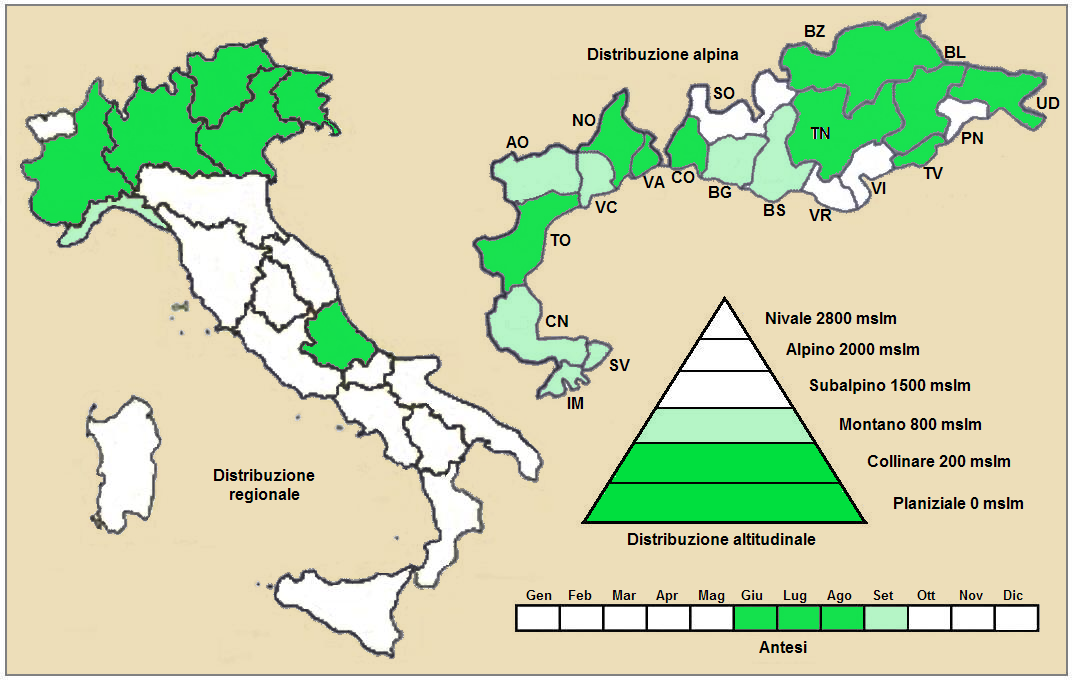
Distribuzione della pianta
(Distribuzione regionale – Distribuzione alpina)

- Geoelemento: il tipo corologico (area di origine) è Europeo - Caucasico o anche Eurasiatico.
- Distribuzione: in Italia questa pianta è presente su tutto il territorio ma è rara (è in via di estinzione per la scomparsa dei suoi habitat tipici a causa di drenaggi e bonifici[10]). Nelle Alpi italiane è presente con discontinuità. Fuori dall'Italia, sempre nelle Alpi, questa specie si trova in Francia (dipartimenti di Hautes-Alpes, Isère, Savoia e Alta Savoia), in Svizzera (cantone Ticino), in Austria (Länder della Carinzia e Austria Inferiore) e in Slovenia. Sugli altri rilievi europei collegati alle Alpi si trova nel Massiccio del Giura, Massiccio Centrale, Pirenei, Monti Balcani e Carpazi.[15] Nel resto dell'Europa è presente ovunque esclusa la Norvegia, la Finlandia e la Russia (settentrionale); mentre nell'areale mediterraneo si trova nell'Anatolia, nella Transcaucasia, nell'Asia mediterranea e nel Marocco.[16]
- Habitat: l'habitat tipico per questa specie sono i prati umidi e le paludi; ma anche ambienti umidi in genere, fossi, rive e stagni. Il substrato preferito è calcareo con pH basico, medi valori nutrizionali del terreno che deve essere bagnato.[15]
- Distribuzione altitudinale: sui rilievi queste piante si possono trovare fino a 1500 m s.l.m.; frequentano quindi il seguente piano vegetazionale: collinare e in parte quello montano (oltre a quello planiziale – a livello del mare).

### Fitosociologia
Dal punto di vista fitosociologico Teucrium scordium appartiene alla seguente comunità vegetale:
Formazione : delle comunità delle macro- e megaforbie terrestri
Classe : Molinio-Arrhenatheretea

## Tassonomia
La famiglia di appartenenza della specie (Lamiaceae), molto numerosa con circa 250 generi e quasi 7000 specie, ha il principale centro di differenziazione nel bacino del Mediterraneo e sono piante per lo più xerofile (in Brasile sono presenti anche specie arboree). Per la presenza di sostanze aromatiche, molte specie di questa famiglia sono usate in cucina come condimento, in profumeria, liquoreria e farmacia. Il genere Teucrium si compone di circa 250 specie, una quindicina delle quali vivono in Italia. La distribuzione è subcosmopolita, ma per lo più extratropicale e con la maggiore diversità nell'areale mediterraneo. All'interno della famiglia questo genere è descritto nella sottofamiglia Ajugoideae. Nelle classificazioni meno recenti la famiglia del genere Teucrium è chiamata Labiatae.
Il numero cromosomico di T. scordium è: 2n = 32.

### Sottospecie
In Italia sono presenti due sottospecie:
- subsp. scordium: le foglie cauline hanno la base ristretta; gli stoloni si presentano con foglie più o meno normali; la pelosità in genere è scarsa. Distribuzione: è il tipo prevalente nell'Italia Settentrionale (parte continentale).
- subsp. scordioides (Schreber) Arcang., 1882: la base delle foglie cauline è cuoriforme-semiamplessicaule; le foglie degli stoloni sono squamiformi; la pelosità generale è più densa. Distribuzione: è presente nella parte della penisola dell'Italia e nelle isole.

Altre sottospecie non presenti in Italia sono:
- subsp. glabrescens (Murata) Rech.f., 1982
- subsp. serratum (Benth.) Rech.f,. 1982

### Sinonimi
Questa entità ha avuto nel tempo diverse nomenclature. L'elenco seguente indica alcuni tra i sinonimi più frequenti:
- Chamaedrys palustris (Lam.) Gray
- Chamaedrys scordium  (L.) Moench
- Monochilon palustris  (Lam.) Dulac
- Scordium altaicum  Gilib.
- Scordium officinale  Gueldenst. ex Ledeb.
- Scordium palustre  (Lam.) Fourr.
- Scordium procumbens  Lag.
- Scordium scordioides  (Schreb.) Fourr. (sinonimo della sottospecie scordioides)
- Teucrium abyssinicum  Hochst. ex Benth.
- Teucrium amplexicaule  Wallr.	 (sinonimo della sottospecie scordioides)
- Teucrium arenarium  S.G.Gmel.
- Teucrium caucasicum  Willd. ex Spreng.
- Teucrium corbariense  Pourr. ex Nyman (sinonimo della sottospecie scordioides)
- Teucrium elongatum  Menyh.
- Teucrium lanuginosum  Hoffmanns. & Link (sinonimo della sottospecie scordioides)
- Teucrium palustre  Lam.
- Teucrium petkovii  Urum. (sinonimo della sottospecie scordioides)
- Teucrium scordioides  Schreb. (sinonimo della sottospecie scordioides)
- Teucrium scordioides var. lanuginosum  (Hoffmanns. & Link) Nyman (sinonimo della sottospecie scordioides)
- Teucrium scordium var. glabrescens (Murata) Hedge & Lamond (sinonimo della sottospecie glabrescens)
- Teucrium scordium var. microphyllum  A.Rich.
- Teucrium scordium var. serratum (Benth.) Hedge & Lamond	 (sinonimo della sottospecie serratum)
- Teucrium scordium var. villosum  K.Koch
- Teucrium scordium var. virgatum  K.Koch
- Teucrium serratum var. glabrescens Murata (sinonimo della sottospecie glabrescens)
- Teucrium serratum Benth. (sinonimo della sottospecie serratum)

### Specie simili
Nell'areale alpino sono presenti diverse specie del genere Teucrium. L'elenco seguente mette a confronto quelle più simili a quella di questa voce:
- Teucrium botrys L. - Camedrio botri: i verticilli fiorali sono più distanziati e le foglie sono pennatosette.
- Teucrium chamaedrys L. - Camedrio querciola: il fusto alla base è legnoso; le foglie sono simili a quelle della quercia; il calice è attinomorfo.
- Teucrium scordium L. - Camedrio scordio: il portamento è quasi cespuglioso, ma i fusti sono erbacei.
- Teucrium scorodonia L. - Camedrio scorodonia: è una pianta più alta, la ramosità è più fitta e le foglie sono più grandi; il tubo della corolla è lungo il doppio del calice.

## Principi attivi
Il sapore amaro è dato dalla scordeina, sostanze tanniniche, una saponina acida un olio essenziale di colore giallognolo contenente fra i principali cariofillene, farnesene, ossido di cariofillene, cineolene, eudesmolene.

## Usi
Viene utilizzata la pianta intera e le foglie della pianta. Ha proprietà tonico-aromatiche, stimolanti della funzione gastro-intestinale, utilizzato esternamente favorisce l'atrofia delle adenoidi delle fosse nasali e della faringe, fungifughe e antisettiche.

## Altre notizie
Il camedrio scordio in altre lingue è chiamato nei seguenti modi:
- (DE)  Gewöhlicher Knoblauch-Gamander
- (FR)  Germandrée scordium
- (EN)  Water Germander
- (ES)  Camedrio Acuático, Germandrina Acuática